# Thomas Bernhard Seiler

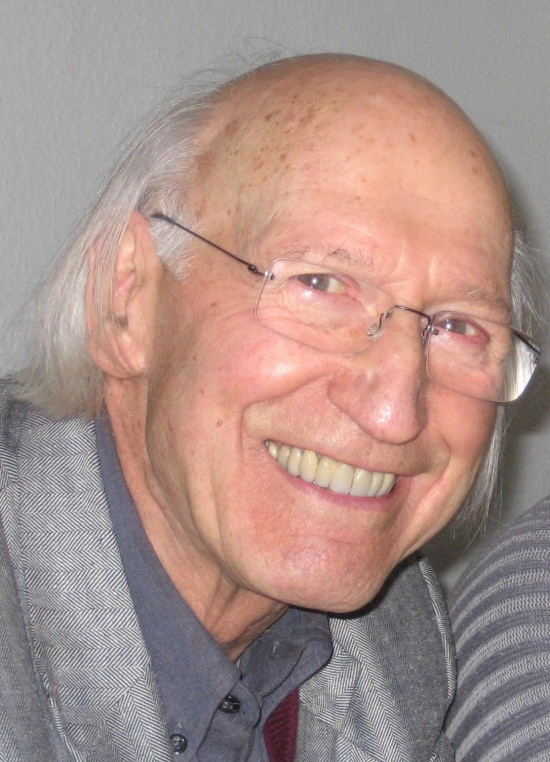
Thomas Bernhard Seiler (2008)

Thomas Bernhard Seiler (* 10. Februar 1925 in Dietikon bei Zürich) ist Psychologe und emeritierter Professor am Fachbereich Psychologie der Technischen Universität Darmstadt. 

## Wissenschaftliche Laufbahn
Seiler studierte Philosophie und Theologie an der Universität Fribourg und in Rom (Abschluss 1953). Danach begann er als Erzieher und Lehrer zu arbeiten. 1956 schrieb er sich an der Universität Fribourg für das Studium der Fächer Mathematik, Physik, Botanik und Französische Literatur ein, um das schweizerische Sekundarlehrerpatent zu erwerben. Im Nebenfach belegte er die Lehrveranstaltungen für Psychologie. Bei einem Studienaufenthalt an der Sorbonne in Paris (1961) lernte er Jean Piaget kennen und begann sich mit seiner Theorie auseinanderzusetzen. 1963 folgte er einer Einladung Hans Aeblis an die Freie Universität Berlin und schloss dort 1964 das Studium der Psychologie mit dem Diplom ab. Danach konnte er seine schon früher begonnene theoretisch-empirische Dissertation in Erkenntnistheorie  zum Begriff der Reversibilität in der Theorie Jean Piagets abschließen. 1966 wurde er an der Freien Universität Berlin zum Dr. phil. promoviert. 
Nach fünfjähriger Tätigkeit als Hochschulassistent in Konstanz und Berlin wurde er 1971 als Professor für Psychologie an die Freie Universität Berlin berufen. 1976 wechselte er an die Technische Universität Darmstadt und forschte und lehrte dort bis zu seiner Emeritierung im Jahr 1993. 
Thomas Bernhard Seiler ist verheiratet und hat drei Kinder.

## Wirken
Während der Dienstzeit lagen die Lehr- und Forschungsschwerpunkte von Seiler im Bereich der Kognitionsentwicklung und der pädagogischen Psychologie. Nach der Emeritierung reaktivierte Seiler seine frühen erkenntnistheoretischen Interessen und beschäftigte sich unter anderem mit Begriffs- und Bedeutungstheorien. In den letzten Jahren machte er den Wissensbegriff zum Hauptgegenstand seiner Forschung. Er untersuchte aus strukturgenetischer Perspektive die Eigenschaften, die Entstehung und die Evolution des menschlichen Wissens. Dabei widmete er besondere Aufmerksamkeit den Bewusstseinseigenschaften des Wissens und problematisierte das Verhältnis von Wissen, Sprache und Information.

## Schriften
- Die Reversibilität in der Entwicklung des Denkens. Klett, 1968.
- (Hrsg.):  Kognitive Strukturiertheit, Theorien, Analysen, Befunde. Kohlhammer, 1973.
- mit Siegfried Hoppe, Christiane Schmid-Schönbein (Hrsg.): Entwicklungssequenzen. Theoretische, empirische und methodische Untersuchungen, Implikationen für die Praxis. Huber, 1977.
- mit Wolfgang Wannenmacher:  Concept development and the development of word meaning. Springer, 1983, ISBN 3-540122-51-6.
- mit Wolfgang Wannenmacher (Hrsg.):  Begriffs- und Wortbedeutungsentwicklung. Theoretische, empirische und methodische Untersuchungen. Springer, 1985, ISBN  3-540154-42-6.
- Begreifen und Verstehen. Ein Buch über Begriffe und Bedeutungen. Darmstädter Schriften zur Allgemeinen Wissenschaft. Allgemeine Wissenschaft, Darmstadt 2001, ISBN 3-935924-00-3.
- Wissen zwischen Sprache, Information, Bewusstsein. Probleme mit dem Wissensbegriff. Monsenstein und Vannerdat, Münster 2008, ISBN 3-865-82651-2.
- Evolution des Wissens. Band I: Evolution der Erkenntnisstrukturen. Band II: Evolution der Begriffe. LIT, Berlin, 2012, ISBN 3-643-11376-5 und ISBN 3-643-11377-3.